# 渋谷教育学園渋谷中学高等学校
渋谷教育学園渋谷中学高等学校（しぶやきょういくがくえん しぶやちゅうがくこうとうがっこう、英語: Shibuya Education Academy Shibuya Junior & Senior High School）は、東京都渋谷区渋谷に所在し、中高一貫教育を提供する私立中学校・高等学校。
略称は「渋渋」。
高等学校からの入学者を募集しない完全中高一貫校。
姉妹校の渋谷教育学園幕張中学校・高等学校と教育理念を共有する。

## 概要
2001年まで開校した渋谷女子中学校・高等学校を前身に渋谷教育学園幕張中学校・高等学校の教育実践手法を渋谷で実現するべく、1996年（平成8年）に改組設立した完全中高一貫校である。
地域特性を活かし、自由で「自調自考」の理念の下、国際社会に対応できる人材を養成する。隣地で英国人子弟を対象に「ブリティッシュ・スクール・イン・東京」を設置したが2023年に移転した。海外大学へ進学のガイダンスを催す。
学校行事は現地集合で現地解散し、入試で回答理由も問う。授業は教諭と生徒で作り上げるものとして「シラバス」を配布する。海外大学の進学も注力する。
新校舎は地上10階、地下2階だが地上10階と地下2階は生徒立ち入り禁止。運動施設は1階に第一体育館、地下1階に講堂と体育兼用のメモリアルホール、隣接地に第二体育館、屋外運動施設はテニスコート1面、多摩川河川敷に「登戸グラウンド」と「宿河原グラウンド」がある。これらグラウンドは一部の部活動で使用し、ほとんどの生徒は訪れない。

### 教育方針
- 「自調自考」：基本理念。自らの体で調べ、自らの心で考える。
- 「高い倫理感」：若人の倫理的潔癖さを尊重し、心性の成長・陶治を目指す。
- 「国際人としての資質を養う」：国際理解へのより一層の視野の拡大をはかる。

## 沿革
- 1924年 - 実業家の小池茂實（1882-1943、長野県出身[3]）と小池慶三が豊多摩郡和田堀之内村和泉に中央女学校を開校して小池澄を校長とする[4][5]。無試験入学の私立学校で、4年制の女学科と2年制の裁縫科があった[6]。のちに中村善造と川田てつが同郡代々木八幡町幡ヶ谷で経営[5]。
- 1933年 - 中央女学校が休校。
- 1934年 - 渋谷区渋谷の現在地に移転して再開、渋谷商業実践女学校に改称。
- 1943年 - 愛泉女学校・東洋家政女学校を統合して、渋谷女子商業学校に改称。
- 1946年 - 渋谷高等女学校に改称するとともに、学制改革に伴い渋谷中学校を開校。
- 1948年 - 渋谷高等学校を開校するとともに、男女共学の定時制課程を設置。
- 1953年 - 渋谷中学校が休校。
- 1960年 - 中学校を渋谷女子中学校として再開、定時制課程を女子校にする。
- 1962年 - 学校法人田村学園と姉妹校に。同法人理事長の田村哲夫が学校法人渋谷教育学園理事に就任（1970年より理事長）。
- 1963年 - 高等学校を渋谷女子高等学校に改称。
- 1965年 - 中学校と定時制課程が休校。
- 1996年
  - 2月 - 渋谷女子高等学校の新校舎が完成
  - 4月 - 渋谷中学高等学校が開校。
- 2001年 - 渋谷女子高等学校を閉校。
- 2006年10月 - 第二体育館が完成。
- 2016年2月 - 田村哲夫銅像設立。
- 2024年4月 - ブリティッシュ・スクール・イン・東京渋谷校の元校舎の一部を2号館として開館。

## 学校行事
| - 4月 入学式/始業式/健康診断/校外研修（中1のみ）/新入生歓迎会（中学のみ） - 5月 生徒会役員選挙/進路説明会/校外研修（中2・3のみ)/講演会（中1・2のみ） - 6月 歌舞伎教室（高1のみ）/スポーツフェスティバル/英語スピーチコンテスト/生徒総会 | - 7月 オペラ鑑賞教室（高2のみ）/終業式 - 8月 - 9月 飛龍祭（学習発表会）/始業式 | - 10月 校外研修（高3以外） - 11月 国語科スピーチ・ディベートコンテスト（中学のみ）/音楽祭 - 12月 終業式 | - 1月 始業式/百人一首大会（中学のみ） - 2月 中学入試/合唱コンクール（中学のみ）/学校長生誕祭/創立記念講演会 - 3月 卒業式/終了式/オーストラリア研修（中3希望者のみ） |

## 交通
- JR・東急・京王・東京メトロ各線 渋谷駅 徒歩7分（東急、東京メトロの13番出口からは徒歩2分）
- JR山手線 原宿駅 徒歩8分
- 東京メトロ千代田線・副都心線 明治神宮前駅 徒歩8分

## 部活動
- 運動部：剣道/サッカー/柔道/卓球/ダンス/テニス/バスケットボール/バトン/バドミントン/バレーボール/ボクシング エクササイズ/野球/陸上/水泳
- 文化部：ESS/Peer Tutoring/英語ディベート/演劇/お琴/合唱/競技かるた/クイズ研究/軽音楽/コンピュータ/茶道/将棋/吹奏楽/鉄道研究/美術/文芸/ボランティア/模擬国連/理科/料理/ジャグリング
- 研究会・同好会：囲碁同好会/映画研究会/社会科研究会/水泳研究会/数学研究会/ドアノブ社/討論同好会/ビジネスイノベーション/航空宇宙同好会

部活動は女子柔道部が全国大会レベルにある。2005年（平成17年）第23回福岡国際で、谷亮子不在も一因して中村美里が48キロ級で優勝し、2007年（平成19年）嘉納治五郎杯東京国際柔道大会（ワールドグランプリ2007）52キロ級で優勝する。

## その他
- 渋谷教育学園の教育目標は、「自分で調べ、自分で考える」を意味する「自調自考」[7]である。各教室の壁（天井の低い一部教室を除いて黒板の上）には、校長自筆の「自調自考」が掛けられている[8]。
- 自調自考教育の一環として特別授業が設けられ、中1は「人間関係」、中2は「自我のめざめ」、中3は「新たな出発」、高1は「自己の社会化」、高2は「自由とは」、高3は「自分探しの旅立ち」、とアイデンティティの確立を目標としたテーマで、月に数回程度、「校長講話」がなされる。講話後に感想文の提出が課せられ、全てに校長自身が目を通す。
- 「自調自考論文」の提出が高校2年夏休み明けに課せられ、自身が最も興味を持つ事柄を、1年間ほどかけ研究して論文にまとめる。その成果は飛龍祭（学習発表会）で閲覧することができる。
- 幕張校同様、特待生制度を実施している。
- 文部科学省のスーパーイングリッシュランゲージハイスクール (SELHi) に指定されるなど、英語教育に力点を置く。隣接する関連校にBritish School in Tokyoがあり、入学式にはイギリス大使が参加して答辞は二ヶ国語で行われる。スポーツフェスティバルでもブリティッシュスクールの生徒がかつて共に参加した名残で二ヶ国語で実況され、飛龍祭のパンフレットは英語が併記される。1学年中に約1-2割程度、帰国子女が在籍する。

## 出身者
- 井上節子 - バレーボール選手（メキシコ五輪出場、渋谷女子高等学校卒業）
- 太田あや子 - 女優（渋谷女子高等学校卒業）
- 中村美里 - 柔道選手、北京オリンピック女子52kg級銅メダリスト、世界選手権2009年優勝、2010年準優勝、世界ランキング1位
- 朝比奈沙羅 - 柔道選手
- 柿澤史歩 - 柔道選手
- 渡辺華奈 - 柔道選手
- 谷岡成美 - 柔道選手
- 竹俣紅 - フジテレビアナウンサー、元女流棋士
- 内田すずめ - 画家
- 川﨑理加 - NHKアナウンサー
- 岩田絵里奈 - 日本テレビアナウンサー
- 小野暢思 - ディベーター、YouTuber
- チョーヒカル - 画家
- 平田直也 - メモリーアスリート

## 関連学校
- 学校法人渋谷教育学園
  - 渋谷教育学園幕張中学校・高等学校
  - 早稲田渋谷シンガポール校（高等部）
  - 渋谷幼稚園
  - ブリティシュスクール・イン・トウキョウ（英国人幼・小・中学校）
- 学校法人田村学園
  - 多摩大学
    - 多摩大学目黒中学校・高等学校
    - 多摩大学附属聖ヶ丘中学校・高等学校

  - 目黒幼稚園
  - 大森双葉幼稚園
  - 三宿さくら幼稚園
  - 湘南国際女子短期大学
- 学校法人青葉学園
  - 青葉学園幼稚園
  - 青葉学園野沢こども園
  - 東京医療保健大学